# Епархия Тейшейра-ди-Фрейтаса-Каравеласа
 Епархия Тейшейра-ди-Фрейтаса-Каравеласа  (лат. Dioecesis Taxensis-Carabellensis) — епархия Римско-Католической церкви с центром в городе Тейшейра-ди-Фрейтас, Бразилия. Епархия Тейшейра-ди-Фрейтаса-Каравеласа входит в митрополию Сан-Салвадора-да-Баия. Кафедральным собором епархии Тейшейра-ди-Фрейтаса-Каравеласа является церковь святого Петра. В городе Каравелас находится сокафедральная церковь святого Антония Падуанского.

## История
21 июля 1962 года Римский папа Иоанн XXIII издал буллу «Omnium Ecclesiarum», которой учредил епархию Каравеласа, выделив её из епархии Ильеуса.
18 апреля 1983 года епархия Каравеласа была переименована в епархию Тейшейра-ди-Фрейтаса-Каравеласа.
12 июня 1996 года епархия Тейшейра-ди-Фрейтаса-Каравеласа передала часть своей территории в пользу возведения новой епархии Эунаполиса.

## Ординарии епархии
- епископ Filippo Tiago Broers (2.05.1963 — 18.04.1983)
- епископ Antônio Eliseu Zuqueto (18.04.1983 — 15.06.2005)
- епископ Carlos Alberto dos Santos (15.06.2005 — по настоящее время)

## Источник
- Annuario Pontificio, Ватикан, 2007
- Булла Omnium Ecclesiarum, AAS 55 (1963), p. 819  (лат.)